# Streaming-Server
Als Streaming-Server bezeichnet man einen dedizierten Server für die Auslieferung von Streaming-Media-Daten über ein Netzwerk.
Typische Streaming-Server unterstützen spezielle Streaming-Protokolle wie RTP, RTSP, RTCP und RSVP (Hilfprotokoll für QoS-Verfahren IntServ).

## Anbieter
Zu den Anbietern von Streaming-Servern gehören u. a. RealNetworks (ehem. Progressive Networks), Microsoft und Apple aber auch kleinere Anbieter wie FlexCast. Auch in der Open-Source-Gemeinschaft werden Streaming-Server entwickelt, beispielsweise in den Projekten Darwin, VideoLAN, FFserver von FFmpeg, Helix, in der Catra Streaming Platform und beim LScube-Projekt.

## Produkte
Die meisten verbreiteten Streaming-Server werden kommerziell lizenziert, wobei die Kosten bei wachsender Anzahl der gleichzeitigen Streams überproportional zunehmen können.

### Allgemeine Streaming-Media-Server
- Ampache webbasierte Audio- / Videostreaming-Software (Open Source)
- Apples Quick Time Streaming Server (QTSS) (nur für Mac OS X) und Darwin Streaming Server (Open Source)
- Jinzora Audio- / Videostreaming-Software über das Internet (Open Source)
- PS3 Media Server ein DLNA kompatibler UPnP-Server für Videos, Musik und Fotos (Open Source)
- RealNetworks Helix Server und Helix DNA Server (Open Source)
- VideoLAN Server, ein dedizierter quelloffener Streaming-Server des VideoLAN-Projekts
- VLC media player, ein Medienplayer mit Streamingfähigkeiten und Server-Funktionalität des VideoLAN-Projekts
- Windows Media Server

### Spezielle Streaming-Audio-Server
aktuelle Streaming-Audio-Server sind:
- No23Live
- Xiph.org: Icecast, ein Streaming-Server für MP3 und Ogg Vorbis, wird seit 2001 entwickelt und von zahlreichen Webradios eingesetzt
- Nullsoft: SHOUTcast
- Asterisk (Telefonanlage): u. a. Webradio per IP-Telefonie (über VoIP-Protokolle wie z. B. SIP-Adresse, vgl. Phonecast)

klassische Software-Lösungen aus den 1990er Jahren waren:
- NetStreamer (Linux; GNU GPL)
- Cyber Radio 1 (UNIX; GNU GPL)
- ampRadio (Windows) u. a.

## Server-Betrieb
Das Betreiben eines Servers für Live-Streaming setzt – neben den jeweiligen Lizenzen – zumindest einen dedizierten Server voraus; Privatkunden können bei einigen Webhostern und Internet Service Providern (ISP) auch vorkonfigurierte Rechner anmieten.

## Geschichte und Entwicklung
Die ersten kommerziellen Produkte für das Streaming veröffentlicht Progressive Networks, das spätere RealNetworks, bereits 1994; die Konkurrenten Apple und Microsoft zogen wenig später mit QuickTime und Windows Media nach.
Den ersten Open-Source-Streaming-Server stellte Apple Mitte 1999 mit Darwin vor. Der Darwin Streaming Server basiert auf freigegebenen Teilen des Quellcodes des QuickTime Streaming Server.
RealNetworks zog 2002 nach und gab Teile des Quellcodes der hauseigenen Server (Helix Universal Server und Helix DNA Server), Player, Produktionstools und Codecs frei, die im Helix-DNA-Projekt portiert und weiterentwickelt werden; der Helix DNA Server unterstützt die Dateiformate MP3, RealAudio, RealVideo, Windows Media und QuickTime.
Das Projekt verwendet zwei Lizenzen, die RealNetworks Public Source License (RPSL) und die RealNetworks Community Source License (RCSL). Erste Ergebnisse wurden mit der Freigabe des Helix DNA Servers Anfang 2003 veröffentlicht, die Fertigstellung des Helix DNA Encoders verzögerte sich jedoch.
Für einfaches Streaming im SOHO-Bereich ist heute keine kommerzielle Server-Software mehr erforderlich; der Streaming-Player VLC media player enthält alle Eigenschaften, die ein Heimanwender benötigt. Dieser enthält mittlerweile auch Funktionen, die über Bedürfnisse von Privatpersonen weit hinausgehen, weshalb VLC auch professionell eingesetzt wird.
Seit der Einführung von UMTS 2003 rückt das Streaming auf mobile Endgeräte immer weiter in den Fokus der Streaming Technologien. Unter dem 3rd Generation Partnership Project existiert ein einheitlicher Standard, der kompatibles Streaming auf mobile Endgeräte ermöglicht. Zahlreiche Projekte, wie beim Fraunhofer-Institut für Offene Kommunikationssysteme (FOKUS) zeigen die Möglichkeiten, die mobiles Streaming bietet.